# Pfarrkirche Waldzell

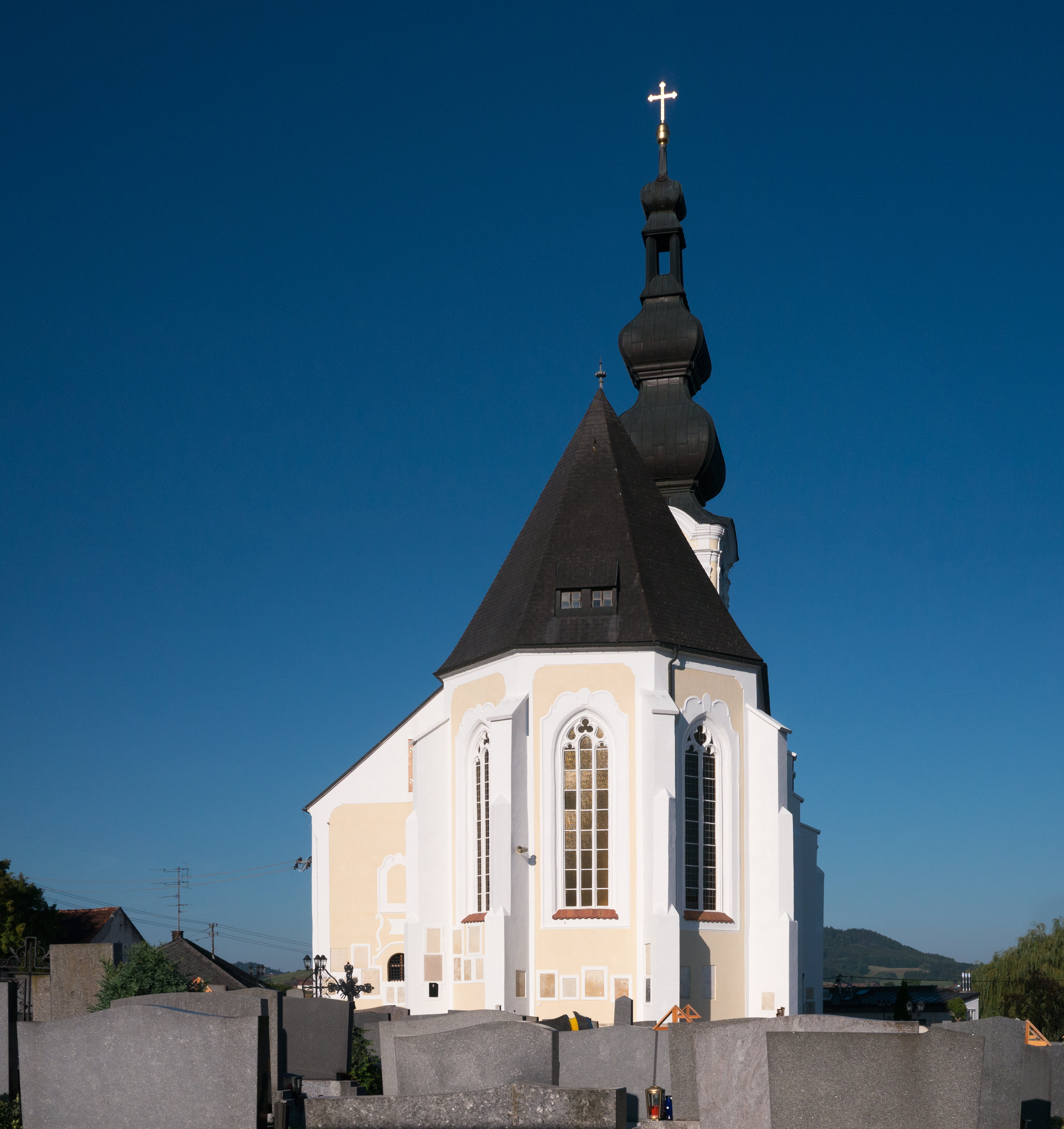
Pfarrkirche Mariä Himmelfahrt in Waldzell. Barocke Stuckbänder rahmen die gotischen Maßwerkfenster.

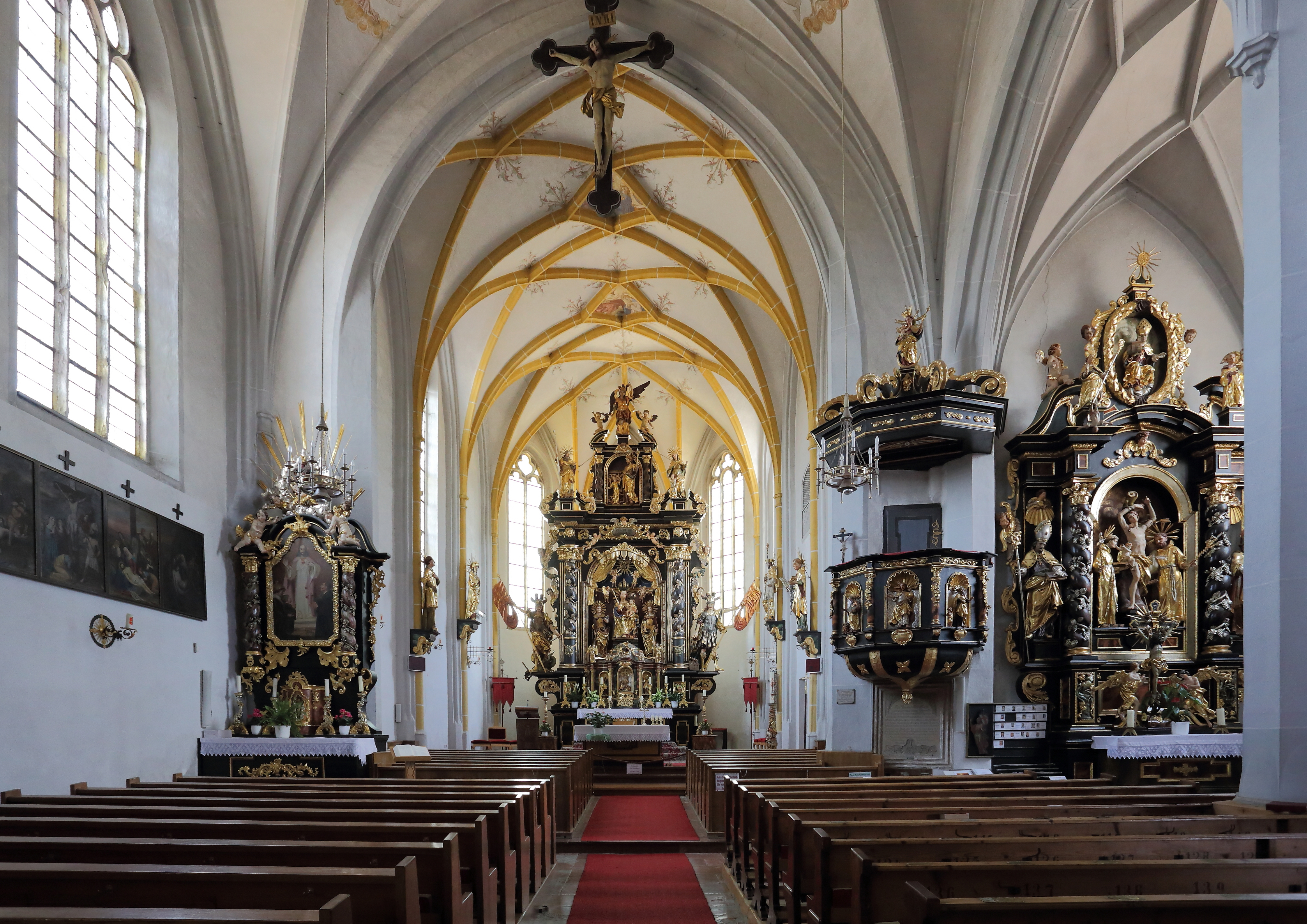
Das Langhaus mit südlichem Seitenschiff zum Chor. Alle mit gotischem Netzrippengewölbe.

Die Pfarrkirche Waldzell steht im Ort Waldzell in der Gemeinde Waldzell in Oberösterreich. Die römisch-katholische Pfarrkirche Mariä Himmelfahrt gehört zum Dekanat Ried im Innkreis in der Diözese Linz. Die Kirche steht unter Denkmalschutz.

## Geschichte
Eine Kirche wurde 1312 urkundlich genannt.

## Architektur
Die gotische Kirche mit Netzrippengewölben wurde außen barockisiert. An das dreijochige Langhaus mit einem südlichen Seitenschiff schließt ein leicht eingezogener und um eine Stufe erhöhter dreijochiger Chor mit einem Dreiachtelschluss an. Die dreiachsige netzrippenunterwölbte Westempore zeigt an der Brüstung Fresken Christus und die Apostel aus 1599, welche 1922 bei einer Restaurierung stark ergänzt wurden, und fälschlich auf 1522 datiert wurde. Der Westturm mit einem sternrippengewölbten Läuthaus wurde wie der gesamte äußere Kirchenbau um 1720 mit Stuckbändern versehen und damit barockisiert. Der Turm trägt einen Doppelzwiebelhelm. Das gotische Südportal hat eine netzrippengewölbte Vorhalle. Das spätgotische kielbogige Westportal hat eine Tür mit gotischen Beschlägen.

## Ausstattung
Der Hochaltar wurde 1683 von Thomas Schwanthaler geschaffen. Die Statuen im Mittelschrein Maria mit Jesus, Barbara und Katharina vom ehemaligen gotischen Flügelaltar um 1530 wurden von Franz Matthias Schwanthaler 1752 überarbeitet. Vier spätgotische Relieftafeln Verkündigung, Weihnacht, Darbringung im Tempel und Tod Mariä um 1520/1525 wurden in die Pfarrkirche Mehrnbach übertragen. Den Tabernakel mit einer bemerkenswerten Kreuzigungsgruppe schuf Franz Matthias oder Johann Peter Schwanthaler der Ältere im 3. Viertel des 18. Jahrhunderts. Der linke Seitenaltar, dem hl. Herzen Jesu geweiht, wurde 1920–1921 von Josef Furtner aus Teilen eines alten, um 1890 abgetragenen, barocken Altares, die sich im Turm gefunden hatten, zusammengestellt. Dieser trägt gute Engelsfiguren aus der Mitte des 18. Jahrhunderts. Das Ölgemälde stammt vom Maler Engelbert Daringer aus Wildenau. Der rechte Seitenaltar hl. Sebastian um 1690 trägt eine spätgotische, vermutlich ebenfalls vom gotischen Flügelaltar stammende, überarbeitete Sitzfigur hl. Wolfgang. Die Kanzel aus 1685 trägt die Statuen der vier Evangelisten und Jesus Christus von Johann Franz Schwanthaler (1721). Das spätgotische Fronbogenkreuz entstand um 1510. An den Seitenwänden des Chores und des Langhauses sind barocke Statuen aus dem 17. und 18. Jahrhundert mit einer bemerkenswerten Schmerzhaften Muttergottes aus der 1. Hälfte des 18. Jahrhunderts.
Das spätgotische Taufbecken steht in der Taufkapelle.